# Caldereta de toro de lidia
La caldereta de toro de lidia es un plato de comida típico de la gastronomía de España. Se considera un plato típico de la sierra de la Comunidad de Madrid, y se consume en las fiestas patronales de diferentes localidades madrileñas; aunque la tradición se ha extendido a otras comunidades autónomas de España como Guadalajara o Extremadura. 

## Historia
Tiene origen en la localidad madrileña de Hoyo de Manzanares, en 1787, año de fundación del pueblo.Uno de los primeros toreros que comenzaron la tradición de este plato típico fue "Filigranas", apodado como "El Calderetero" tras alcanzar una gran fama durante el siglo XVIII por cocinar los toros que él mismo toreaba.

## Descripción
La caldereta de toro de lidia es un guiso hecho a base de patatas y carne magra de toro de lidia, aliñada con ajos, aceite y, en ocasiones, un chorro de coñac. Para su preparación se calienta al fuego una amplia cazuela con el aceite de oliva, se dora la carne y se retira la cazuela. Se pelan y trocean las cebollas, zanahorias y pimientos, que se rehogan en la misma cazuela. Se cubren con vino blanco y tomate frito, se añaden las patatas, y se cuece a fuego lento hasta que las patatas estén blandas y la carne esté tierna.
Para la caldereta se utiliza el rabo por ser una de las partes más gelatinosas de las carnes del toro. La carne del toro de lidia es una carne magra y dura. Es un producto autóctono de máxima calidad y alta densidad nutricional, y se considera un manjar procedente de las mejores ganaderías regionales según la Consejería de Medio Ambiente, Vivienda y Agricultura de la Comunidad Madrid.

## Reconocimiento de la carne de toro de lidia
En mayo de 2023, el Instituto Madrileño de Investigación y Desarrollo Rural, Agrario y Alimentario (IMIDRA), junto al apoyo de la Asociación de Cocineros y Reposteros de Madrid (ACYRE), impulsó la iniciativa del proyecto Naturalmente Bravo, con intención de fomentar el conocimiento gastronómico de la carne del toro de lidia en la Comunidad de Madrid mediante la presentación de diferentes recetas en las que degustar este producto alimenticio. La investigación consiste en el análisis físico, químico y organoléptico de 200 kilos de lomo de 59 toros macho de entre 3 y 5 años de edad, con unos resultados presentados en el Centro de Innovación Gastronómica regional (CIGCM), en la Plaza de Colón del centro de Madrid. Los resultados de 2023 indican que la carne de toro de lidia tiene un 2,46 % más de proteína y un 11,43 % menos de grasa que la carne de toro del matadero.
Esta iniciativa conllevó la celebración de la Semana de la Carne de Bravo, durante la que diferentes restaurantes de las localidades de la comunidad pueden participar para que los comensales puedan degustar sus creaciones culinarias. En la edición celebrada en 2023, que coincidió con la Feria de San Isidro, participaron una treintena de restaurantes y destacados chefs estrellas Michelin.

## Costumbres
La costumbre de degustación de la caldereta de toro de lidia reside en tras los festejos taurinos locales con encierros y corridas de toro. Este plato se consume durante las fiestas patronales de diferentes localidades de la sierra de Madrid.
Hoyo de Manzanares
Alrededor del 9 de septiembre se celebran las fiestas patronales de la Virgen de la Encina en Hoyo de Manzanares, donde los cocineros de la Asociación La Caldereta —fundada en 1958— cocinan el guiso de toro de lidia en la plaza del Caño y lo reparten, sobre un bollo de pan, a todos los residentes de la localidad en la plaza Mayor del pueblo.
Esta tradición tiene su origen en los ganaderos y campesinos que trabajaban las tierras de la localidad madrileña de Hoyo de Manzanares durante el siglo XIII. Y fue declarada Fiesta de Interés Turístico de la Región en 2011 por su carácter tradicional y popular, y por su atractivo turístico.
Guadalix de la Sierra
Alrededor del 7 de septiembre se celebran las fiestas patronales de la Virgen del Espinar en Guadalix de la Sierra, que finalizan con el Día de las Patatas, en el que voluntarios residentes de la localidad se reúnen a primera mañana en el aparcamiento del edificio polivalente para cocinar grandes calderetas de guiso de patatas con carne de toro de lidia. Las calderetas son repartidas a la hora de la cena a partir de las 22:00 de la noche, tras el chupinazo, a todos los vecinos del pueblo que acudan con sus cacerolas al lugar del reparto.